# Pfarrkirche Frättingsdorf

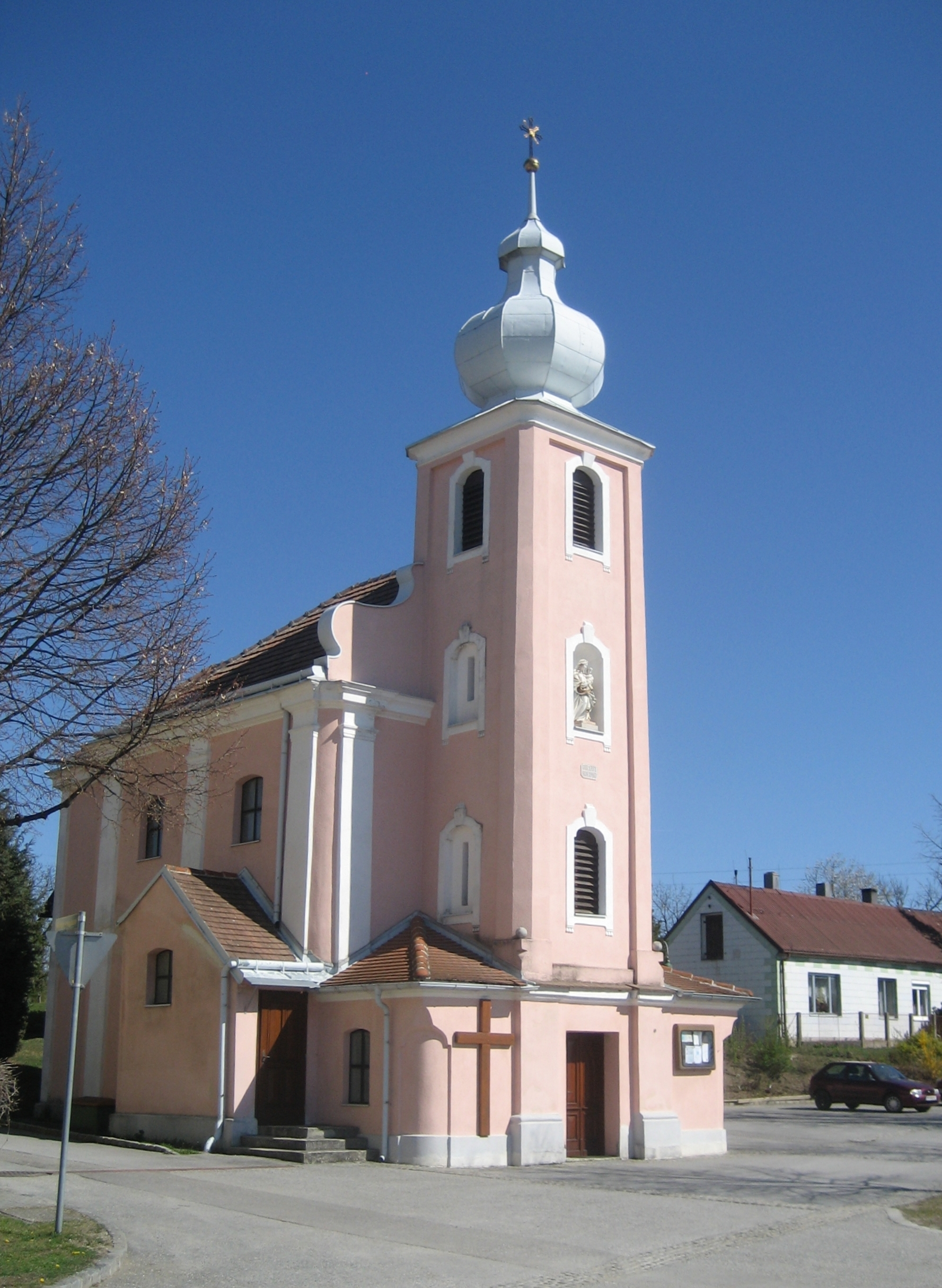
Kath. Pfarrkirche zu den Sieben Schmerzen Mariens in Frättingsdorf

Die römisch-katholische Pfarrkirche Frättingsdorf steht in der Ortschaft Frättingsdorf in der Gemeinde Mistelbach im Bezirk Mistelbach in Niederösterreich. Sie ist dem Gedenktag Gedächtnis der Schmerzen Mariens geweiht und gehört zum Dekanat Mistelbach-Pirawarth im Vikariat Unter dem Manhartsberg der Erzdiözese Wien. Das Bauwerk steht unter Denkmalschutz.

## Lagebeschreibung
Die Kirche steht am östlichen Ortsausgang der Ortschaft Frättingsdorf.

## Geschichte
Die Kirche wurde 1731 errichtet und 1965 restauriert. 1949 wurde die Kirche zur Pfarrkirche erhoben.

## Kirchenbau
Kirchenäußeres
Die Kirche ist ein barocker Saalbau mit Fassadenturm über einer niedrigen Vorhalle. An der Nordseite ist ein eingezogener Chor mit 3/8-Schluss. Die Außenfassade ist durch Pilaster gegliedert. Die Eingangsfassade an der Südseite wird durch den viergeschoßigen, leicht vorgesetzten Kirchturm dominiert. Dieser liegt zwischen zwei Volutenanläufen. Die Fenster des Turmes sind in Form von eingezogenen Rundbögen mit Keilsteinen gerahmt. Darüber ist ein Zwiebelhelm. Am Chor schließt ein Sakristeianbau aus dem dritten Viertel des 20. Jahrhunderts an.
Kircheninneres
Das Langhaus ist zweijochig und stichkappentonnengewölbt. Dieses ruht über Doppelgurtbögen auf Pilastern. Im Gewölbe sind Putzfelder. Die Orgelempore ist aus Holz gebaut. Ein rundbogiger Triumphbogen trennt das Langschiff vom Chor. Dieser ist tonnengewölbt.

## Ausstattung
Der barocke Hochaltar ist ein dreiteiliges Wandretabel. Der Mittelteil schließt nach oben hin in einem geschwungenen Giebel. Das Altarblatt zeigt die „Sieben Schmerzen Mariens“. In den seitlichen Nischen stehen Figuren der Heiligen Oswald und Florian aus der Mitte des 18. Jahrhunderts.
Die übrige Ausstattung stammt aus der Bauzeit. In der Vorhalle sind ein spätbarockes Kruzifix, sowie Figuren der Heiligen Rochus und Sebastian.

## Orgel
Die Orgel mit 6 Registern stammt vom Ende des 19. Jahrhunderts von Franz Strommer.